# Смит, Уильям Стивенс
Уильям Стивенс Смит (англ. William Stephens Smith; 8 ноября 1755, Саффолк, Нью-Йорк, Британская Америка — 10 июня 1816, Лебанон, Нью-Йорк, США) — американский полковник, политик, Член Палаты представителей США из 17 округа Нью-Йорка с 1813 по 1815 год, зять президентов США Джона Адамса и Джона Куинси Адамса.

## Биография

### Ранние годы и детство
Уильям Стивенс Смит родился 8 ноября 1755 года в округе Саффолк в семье богатого нью-йоркского торговца Джона Смита и его жены Маргарет Стивенс, позже у него на свет появилась сестра Сара Смит (в замужестве Адамс) (1769—1828), Смит окончил колледж Нью-Джерси (ныне Принстонский университет) в 1774 году и некоторое время изучал юриспруденцию.

### Война за независимость США
Уильям Стивенс Смит служил в Революционной армии в качестве адъютанта генерала Джона Салливана в 1776 году. Смит участвовал в битве при Лонг-Айленде, был ранен при Гарлем-Хайтсе, после этого Смит сражался в битве при Уайт-Плейнсе, однако Смит был произведён в подполковники в битве при Трентоне и сражался в битве при Монмуте и в битве при Рой-Айленде. Смит состоял в штабе маркиза Лафайета в 1780 и 1781 годах, однако он стал адъютантом в Корпусе лёгкой пехоты, затем Смит был переведён в штаб Джорджа Вашингтона.

### Дальнейшая жизнь
Уильям Стивенс Смит был секретарём Дипломатической миссии в Лондоне в 1784 году. Находясь там, он познакомился с дочерью Джона Адамса, Эбигейл, на которой позже женился в 1786 году, и ухаживал за ней. Смит вернулся в Америку в 1788 году.
Однако Смит был назначен президентом Джорджем Вашингтоном первым маршалом США округа Нью-Йорк в 1789 году, а позже надзирателем за доходами. Смит был одним из основателей Общества Цинциннати и занимал пост его президента с 1795 по 1797 год. 
В 1800 году президент Джон Адамс назначил его инспектором порта Нью-Йорка. 
Вместе с генералом Франсиско де Мирандой полковник Смит собирал частные средства, закупал оружие и вербовал солдат для освобождения Венесуэлы от испанского колониального господства. 
2 февраля 1806 года отряд из 200 флибустьеров, включая сына Смита - Уильяма Стюбена, отплыл в Венесуэлу на зафрахтованном торговом судне "Леандер", бронированном Сэмюэлем Огденом. В Жакмеле, Гаити, Миранда приобрел два других корабля: "Бахус" и "Пчела". 28 апреля неудачная попытка высадиться в Окумаре-де-ла-Коста привела к тому, что два испанских судна захватили "Бахус" и "Пчелу". Шестьдесят человек, включая сына Смита, были взяты в плен и преданы суду в Пуэрто-Кабельо за пиратство, и десять были приговорены к смертной казни через повешение. 
После неудавшейся экспедиции федеральное большое жюри присяжных в Нью-Йорке предъявило полковнику Смиту и Огдену обвинение в нарушении Закона о нейтралитете 1794 году и отдало их под суд. Полковник Смит утверждал, что его приказы исходили от президента Томаса Джефферсона и государственного секретаря США Джеймса Мэдисона, которые отказались явиться в суд. Судья Уильям Патерсон из Верховного суда США постановил, что президент не может уполномочить человека делать то, что запрещает закон. И Смит, и Огден предстали перед судом и были признаны невиновными. 
В 1807 году Смит переехал в Лебанон, Нью-Йорк. Он был избран как федералист в 13-й Конгресс Соединённых Штатов, занимая этот пост с 4 марта 1813 по 3 марта 1815 года. Он баллотировался на второй срок в 1814 году и, похоже победил Уэстела Уиллоуби-младшего.

## Смерть
Уильям Стивенс Смит умер в 1816 году в Лебаноне, штат Нью-Йорк, однако он пережил свою жену на 3 года. Смит был похоронен на кладбище Уэст-Хилл в Шербурне, штат Нью-Йорк.

## Семья
Среди братьев и сестёр Смита была Сара, которая вышла замуж за Чарльза Адамса, сына Джона Адамса и брата Джона Куинси Адамса. Дочь Сары "Салли" Смит, Эбигейл Луиза Смит (1798—1836), вышла замуж за банкира и философа Александра Брайана Джонсона (1786—1867), их сын, внучатый племянник Смита, Александр Смит Джонсон (1817—1878) стал судьей.
Уильям Стивенс Смит был женат на Эбигейл "Нэбби" Адамс (1765—1813), дочери Джона Адамса и сестре Джона Куинси Адамса, и от этого брака у них родилось четверо детей:
- Уильям Стюбен Смит (1787—1850)
- Джон Адамс Смит (1788—1854)
- Томас Холлис Смит (1790—1791)
- Кэролайн Амелия Смит (1795—1852) — вышла замуж за Джона Питера Девинта из Фишкилл-на-Гудзоне.